# Echium aculeatum
Echium aculeatum és una espècie de planta herbàcia de la família de les boraginàcies. Com la majoria de les espècies del gènere Echium endèmiques de les illes Canàries, Echium aculeatum és un arbust més o menys ramificat amb diverses inflorescències. Junt a l'espècie del mateix gènere, E.brevirame Sprague & Hutch., té fulles amb els marges i el nervi central espinosos, diferenciant-se pel fet que els segments del calze són tan llargs com la corol·la que és de color blanc.
Es coneix amb el nom comú de "alinajo". L'epítet específic d'aculeatum procedeix del llatí aculeatus, que significa "tallant o punxant", referint-se a les espines que apareixen a les fulles.